# Fatou Dieng (vận động viên)
Fatou Ndaga Dieng (sinh ngày 14 tháng 9 năm 1983) là cựu vận động viên chạy nước rút của Mauritanie, và hiện là thành viên của Ủy ban Thể thao và Olympic Olympic quốc gia Mauritania.
Năm 2000, Dieng trở thành người phụ nữ đầu tiên thi đấu cho đất nước của mình tại Thế vận hội Mùa hè khi cô đến Thế vận hội Mùa hè 2000 được tổ chức tại Sydney, cô đã tham gia 100 mét và chạy trong thời gian 13,69 giây, cô đã hoàn thành thứ 9 trong sự nóng bỏng của mình, lượt 7 diễn ra vào ngày 22 tháng 9 năm 2000, vì vậy không đủ điều kiện cho vòng tiếp theo. Cô đã lập kỷ lục quốc gia Mauritania trong 100m ở mức 13,29 giây mà cô chạy tại Jeux de la Francophonie ở Ottawa, Canada vào ngày 20 tháng 7 năm 2001. Cô chạy nhanh hơn vào ngày hôm sau, đạt được thời gian 11,87 giây kỷ lục quốc gia Mauritania. Cô đã tham gia vào sự kiện chạy nước rút cao cấp của phụ nữ 100m tại Thế vận hội toàn châu Phi 2011 ở Maputo, Mozambique nhưng không có kết quả nào được ghi lại.